# بیجی
بیجی شهری است در استان صلاح‌الدین عراق که در کنار رود دجله و نزدیک شهر موصل قرار دارد. جمعیت این شهر ۲۰۰٬۰۰۰ نفر می‌باشد.مردم این شهر مسلمان اهل سنت هستند.  شهر بیجی به دلیل هم‌جواری با پالایشگاه بیجی، شهری مهم به‌حساب می‌آید.

## جمعیت
جمعیت بیجی بالغ بر ۲۰۰هزار نفر می‌باشد که عمدتا از اعراب سنی و اقلیتی از کُرد هستند.

## پالایشگاه
بزرگ‌ترین پالایشگاه نفت عراق و از مهم‌ترین سایت‌های صنعتی عراق در حوالی شهر بیجی واقع شده‌است.

## نیروگاه
نیروگاه ۶۰۰ مگاواتی بیجی در کنار پالایشگاه بیجی واقع شده‌است.

## جستارها
- نبرد بیجی(۲۰۱۵–۲۰۱۴)